# Alejandro López Moreno
Alejandro "Álex" López Moreno (nascut el 2 de juny de 1997), és un futbolista professional català que juga en la posició de migcampista pel Marbella FC.

## Carrera
Nascut a Terrassa, el Vallès Occidental, López es va unir a les categories inferiors del RCD Espanyol el 2009, provinent de la UFB Jàbac Terrassa. Va fer el seu debut com a professional amb el RCD Espanyol B el 2 de novembre de 2014, substituint Julián Luque en la segona part d'un partit de Segona Divisió B contra l'Elx Club de Futbol Il·licità que va acabar en derrota.
López va pujar definitivament al B el juliol del 2016, i va marcar el seu primer gol com a professional el 17 de desembre d'eixe any obrint el marcador de penal en una derrota 0 a 3 del CE Sabadell FC en casa. L'11 de juliol de 2017, després del descens de l'equip, va renovar el seu contracte fins al 2022.
El 28 de maig de 2018, López va pujar al primer equip durant la temporada 2018–19. Va fer el seu debut l'1 de novembre, de titular en una derrota fora de casa contra el Cadis CF, en la Copa del Rei de futbol 2018-19.
López va fer el seu debut a La Liga el 14 de gener de 2019, substituint Óscar Melendo a les acaballes del partit en una derrota 2 a 3 contra la Reial Societat.
El 17 d'agost, després de tindre poques oportunitats, va ser cedit al CD Lugo de segona divisió espanyola durant una temporada.
López va marcar el seu primer gol com a professional el 9 de novembre de 2019, l'únic del partit en una victòria fora de casa contra l'Albacete Balompié. Quan va retornar, fou assignat al primer equip, però va acabar contracte el 22 de gener de 2021 després de jugar només 16 minuts durant la temporada; l'endemà va signar contracte per 18 mesos amb el CD Mirandés també de segona.
El 16 de gener de 2023, després de sis mesos sense club, López es va traslladar a l'AD Alcorcón a la Primera Federació, i va ajudar en el seu ascens a segona divisió en el primer intent, amb un gol en 21 aparicions en total. El 31 de gener de 2024 va rescindir el seu contracte amb el club, i posteriorment es va traslladar al Kalamata FC de la segona divisió grega.
El 14 d'agost de 2024, López va signar un contracte d'un any amb el Gimnàstic de Tarragona a la segona divisió B. Va deixar el club el següent 29 de gener, i va fitxar pel Marbella FC de la mateixa lliga, per sis mesos.